# Tifoseria del Cagliari Calcio

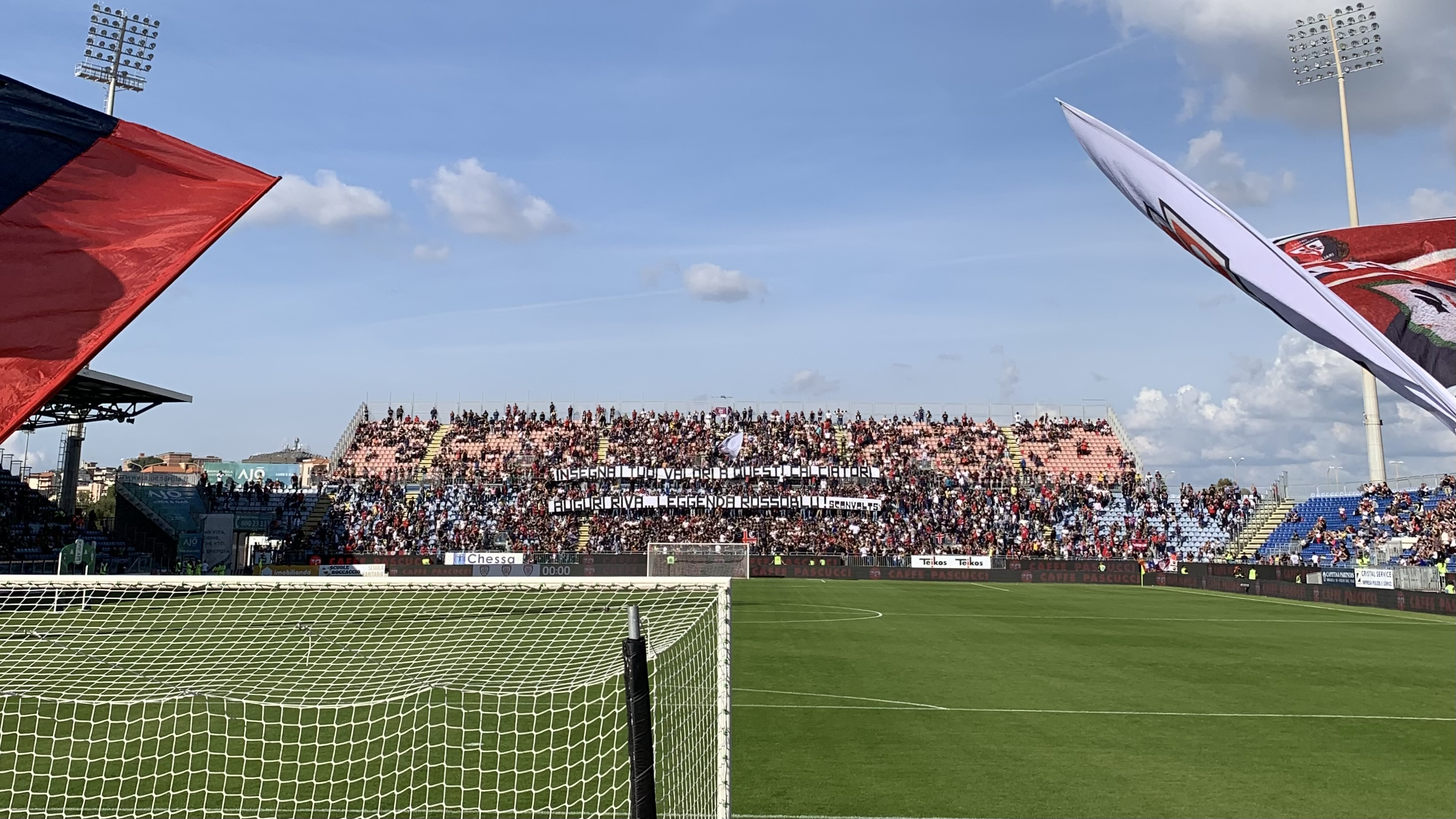
Striscione degli ultras del Cagliari Calcio nella curva nord dell'Unipol Domus, dedicato a Gigi Riva

In questa voce sono riportate informazioni relative alla storia ed evoluzione della tifoseria del Cagliari Calcio, società calcistica italiana con sede a Cagliari.

## Composizione demografica
Nell'ultima rilevazione ufficiale della Lega Serie A, risalente al 2013, il Cagliari Calcio è risultata l'8ª squadra d'Italia per numero di tifosi, con 446.376 sostenitori. Un sondaggio indipendente effettuato dallo "Studio Grizzaffi", azienda specializzata in ricerche di mercato, e pubblicato dalla stessa il 3 ottobre 2015, colloca invece il Cagliari all'11º posto, a pari merito col Torino, e in riferimento alla stagione 2014-2015.
In ambito nazionale, secondo la ricerca multiclient annuale "Sponsor Value", realizzata dal 2001 da StageUp e Ipsos su un campione di riferimento nella popolazione italiana di età compresa tra 16 e 64 anni, al 2023 il Cagliari risultava essere l'ottava squadra di Serie A più tifata d'Italia, potendo contare su un seguito stimato in circa 48 300 tifosi; i rossoblù, rispetto al quadriennio precedente dell'indagine "Sponsor Value", nelle loro partecipazioni al massimo campionato risultano sempre all'ottavo posto avendo in linea di massima la stessa base di tifosi (471 mila nel 2021, 524 mila nel 2020 e 520 mila nel 2019).
Sempre in Italia, in base ai sondaggi condotti dalla società "Demos & Pi" sul tifo calcistico e sportivo degli italiani, pubblicati sul quotidiano la Repubblica e realizzati quasi annualmente nel periodo compreso tra il 2005 e il 2024, nell'unica rilevazione in cui il Cagliari è stato preso in esame (2010) gli è stato attribuito, nel Paese, una percentuale di tifoseria del 2,10% tra coloro che seguono il calcio.

## Spettatori
La tifoseria rossoblù contribuisce ad una percentuale di riempimento della Unipol Domus, durante le gare casalinghe del Cagliari, pari al 97,98% che risulta tra le più alte del panorama calcistico italiano nella stagione 2023-2024. Nel nuovo stadio, inaugurato nel 2017, la migliore media di pubblico stagionale per la squadra, in campionato, è stata registrata nell'annata 2018-2019, quando vi fu una presenza media di 14 843 spettatori per gara mentre il primato di abbonamenti stagionali in campionato dei sardi, acquistando 13 500 tessere, è stato nella stagione 2023-2024. I record assoluti di media spettatori e abbonamenti in campionato della storia del Cagliari sono però legati al vecchio stadio Sant'Elia, che disponeva di una capienza maggiore di pubblico, e sono entrambi riferiti alla stagione 1970-1971, annata successiva alla conquista dello storico scudetto da parte dei sardi: 36 901 spettatori in media nelle partite con 22 608 abbonati.
Anche il record assoluto di spettatori per un incontro casalingo del club appartiene ovviamente al vecchio Sant'Elia e fu registrato il 16 settembre 1970, appena quattro giorni dopo l'inaugurazione dell'impianto, per la partita Cagliari-Saint-Étienne di Coppa dei Campioni 1970-1971, con 70 000 paganti allo stadio cagliaritano.

## Fan club
Le prime forme di tifo organizzato apparvero negli anni 1960 grazie ad alcuni supporter guidati da Mario Sardara, meglio noto con il soprannome di Marius, il quale nel 1967, nel suo omonimo bar in piazza Yenne a Stampace nel centro storico di Cagliari, fondò il primo Cagliari Club. Il tifo organizzato da Marius era caratterizzato anche dalla presenza di una piccola banda musicale e da trombettieri. Fu lui, tra le varie attività, a ideare la vestizione di rossoblù della Statua di Carlo Felice nella stessa piazza, in occasione della prima promozione in Serie A nel 1963-1964 e successivamente per gli altri risultati prestigiosi della squadra, Scudetto del 1970 compreso. La sua presenza durò fino alla metà degli anni 2000 e animò prima il settore Distinti e poi la Curva Sud dello Stadio Sant'Elia. I club di tifosi progressivamente crebbero fino a raggiungere sedi in quasi ogni paese della Sardegna ma anche in Italia e all'estero grazie alla presenza dei tifosi emigrati. Nel 1989 aprì in via Ariosto la sede del Centro Coordinamento Cagliari Club, luogo in cui sono custodite, tra le altre cose, memorabilia dei tifosi e del club.

## Tifoseria organizzata
Negli anni 1970 si sviluppò, come in Italia, il movimento ultras. Il primo gruppo fu fondato nel 1977 con il nome di Brigate Rossoblù, a cui si affiancò la Fossa Ultrà, con questi ultimi che nei primi anni 1980 progredirono fino a seguire la squadra anche in "Continente" e ad incontrarsi con altre tifoserie avversarie. Tuttavia il fenomenò scemò anche a causa della parabola discendente della squadra in quel decennio dopo i fasti dello Scudetto. Nacquero comunque il Commando Ultrà Young Supporters che poi si fuserò con gli Ultrà Cagliari. Nel febbraio del 1987 alcuni dei membri di questi gruppi diede origine agli Sconvolts a cui si unirono un gruppo già esistente, gli Eagles. Due anni dopo, nel 1989, nacquero anche i Furiosi. Questi due gruppi monopolizzarono il tifo più acceso in tutti gli anni 1990 e inizio anni 2000, mai legando come avvenuto ai precedenti gruppi e anzi arrivando ad una lotta interna che determinò nel 2004 lo scioglimento dei Furiosi e portò il gruppo degli Sconvolts ad essere tuttora unica frangia ultras rimasta nella Curva Nord dei vari stadi succedutisi in questi anni.

## Gemellaggi e rivalità

### Gemellaggi
- Inter (1989-1997)
- Sampdoria (fino a metà anni duemila)
- Foggia (1989-2012)

Attualmente gli ultras del Cagliari non hanno alcun gemellaggio. In passato sono stati gemellati con le tifoserie di Inter, Foggia e Sampdoria.

### Amicizie
- Olbia (dal 1987)
- Nuorese
- L.R. Vicenza
- Lecce (dal 2023)

Si registrano amicizie con le tifoserie del L.R. Vicenza, del Lecce, dell'Olbia e della Nuorese.

### Rivalità
- Torres
- Napoli
- Milan
- Genoa
- Bari
- Palermo
- Verona
- Catania
- Salernitana

La nave Nomentana, gremita di tifosi rossoblù, in partenza verso Napoli per lo spareggio salvezza contro il, appendice del campionato di Serie A 1996-1997, dal quale poi scaturì la rivalità con i partenopei

Sono due le rivalità che travalicano le dinamiche delle frange più accese: una con la Torres di Sassari e l'altra è con il Napoli. Sebbene contro la Torres i rossoblù non abbiano disputato tante partite nella loro storia, se non nei primi anni di campionati sardi dopo la fondazione del 1920 (e l'ultima risale al campionato di Serie C1 nel 1989), la rivalità è causata dalle classiche dinamiche del campanilismo isolano, essendo Cagliari e Sassari storicamente le due città più importanti della Sardegna. Questa, esacerbata anche dalla nascita dei gruppi ultras precedentemente menzionati proprio in quegli anni 1980 in cui un decaduto Cagliari incrociò diverse volte in terza serie i torresini, ha generato periodicamente diversi tumulti anche per motivi pretestuosi come un'amichevole dei cagliaritani nel nord della regione o incontri dei sassaresi nel sud dell'isola durante la loro militanza nei campionati regionali.
La rivalità con il Napoli – peculiare poiché non corrisposta a parti inverse – ha origini negli anni 1990. La rivalità esplose definitivamente nel giugno 1997: il Cagliari dovette giocare lo spareggio salvezza contro il Piacenza e Napoli fu scelta come città ospitante. Al porto e allo Stadio San Paolo i tifosi, anche quelli non appartenenti alle frange più estreme e potenzialmente più violente, ma famiglie anche con bambini, vennero aggrediti dai tifosi locali, che oltretutto poi sostennero gli emiliani durante la partita. Da lì in poi nacque un'acerrima rivalità che sconfinò pure in ambiti extracalcistici, come nel 2008, quando si generarono dei tafferugli a causa della crisi dei rifiuti in Campania e la Regione Sardegna decise di accogliere parte dei rifiuti nell'isola. Altri pessimi rapporti sono quelli con il Milan, Genoa, Bari, Palermo, Verona, Catania e Salernitana.